# Макбрайд, Вонла
Сара Вонла Эдер Макбрайд (англ. Sarah Vonla Adair McBride; 20 января 1921, Бэллигарви — 2 августа 2003, Даунтаун) — директор Женской вспомогательной службы ВМС Великобритании в 1976—1979 годах.

## Биография
Родилась в Бэллигарви в 1921 году. Родители — Агнес и Эндрю Стюарт Макбрайды, фермеры. Училась в Тринити-колледже в Дублине с 1939 года, где изучала английский и французский языки, затем вернулась в Баллименскую академию, где получила дальнейшее образование. Работала преподавателем в школе Гарденхёрст в местечке Бёрнем-он-Си, стремясь показать свою независимость.
В 1949 году Макбрайд вступила в Женскую вспомогательную службу ВМС, поскольку на флоте женщинам не разрешали служить. Изначально занималась уборкой и приготовлением еды для моряков, позднее обязанности её в Женской вспомогательной службе расширились. Она отправилась на судно «Донтлесс» (англ. HMS Dauntless), в учебный центр в Бёрфилде, где прошла офицерские курсы. Несмотря на отличные успехи на курсах, ей не разрешили работать переводчицей с французского, поскольку эту должность могли занимать только мужчины. Некоторое время Вонла была советницей при эфиопском императоре Хайле Селассие, который хотел создать аналогичную женскую службу.
В 1970-е годы на флоте началось движение за объединение Женской вспомогательной службы ВМС с собственно флотом Великобритании. Ключевым изменением было то, что женщины становились субъектами принятого в 1957 году Акта о военно-морской дисциплине. Полагалось, что женщинам будут назначаться более строгие наказания, но при этом им позволялось занимать должность, ранее закрытые для них. Отвечавшая за управление кадрами Макбрайд в 1976 году стала директором Женской вспомогательной службы, утвердив новый устав с новыми дисциплинарными наказаниями в 1977 году.
На пенсию Макбрайд ушла в 1979 году. Скончалась в 2003 году в Даунтауне (графство Уилтшир).